# Jonathan Reis
Jonathan Reis (født 6. juni 1989) er en brasiliansk fodboldspiller.